# Norops
Norops is een naam die wel als geslachtsnaam werd gegeven aan een groep van ongeveer 150 hagedissen uit de familie anolissen (Dactyloidae), die traditioneel in het geslacht Anolis worden geplaatst. Norops zelf is een monofyletische groep maar als deze groep in een apart geslacht wordt geplaatst, dan is de rest van het geslacht Anolis een parafyletische groep. Deze geslachtsnaam wordt daarom zelden geaccepteerd.
Enkele bekende soorten uit deze groep zijn:
- Anolis capito
- Anolis garmani
- Sagra's anolis (Anolis sagrei)